# Juan Carlos Vivas
Juan Carlos Vivas Liporaci (Caracas, Venezuela; 31 de marzo de 1972) es un actor venezolano que trabajó en decenas de producciones dramáticas de televisión. Vivas apareció en varias series de televisión de género dramático en su país natal producidas por Radio Caracas Televisión y la Corporación Venezolana de Televisión.
Permaneció activo durante 4 décadas. Fue uno de los actores más reconocidos de Venezuela durante la década de 1990 y 2000, donde protagonizó telenovelas de gran aceptación como Mujer secreta. Además incursionó en novelas a nivel internacional como Cosita linda, realizada en Estados Unidos, donde se dio a conocer. Después de terminar su carrera como actor de T.V., incursionó en el teatro.

## Filmografía

### Novelas
| Año       | Título                  | Rol                    | Notas                      |
| --------- | ----------------------- | ---------------------- | -------------------------- |
| 2014      | Cosita linda            | Doctor                 |                            |
| 2012      | Relaciones Peligrosas   | Héctor Barón           |                            |
| 2006      | Los Querendones         | Elías                  |                            |
| 2005      | Nuca te diré adiós      | Saúl Robles            | Participó en 80 capítulos  |
| 2004-2005 | Sabor a ti              | Federico Carvajal      | Participó en 153 capítulos |
| 2003-2004 | Cosita rica             | Rosendo Guaramato      |                            |
| 2002      | Mambo y Canela          | Cosme                  |                            |
| 2000-2001 | Amantes de Luna Llena   | El Siete               | Participó en 146 capítulos |
| 1999      | Mujer secreta           | Bernardo Valladares    | Participó en 125 capítulos |
| 1998-1999 | Enséñame a querer       | Domingo Vargas         | Participó en 198 capítulos |
| 1997      | Contra viento y marea   | El Duque               | Participó en 118 capítulos |
| 1996      | Quirpa de tres mujeres  | Darío Guanipa          |                            |
| 1994-1995 | Peligrosa               | Padre Jesús Amengual   |                            |
| 1994-1995 | Como tú, ninguna        | Bernardo Sandoval      |                            |
| 1993-1994 | Amor de Papel           | Fernando Villalba      |                            |
| 1991-1992 | La mujer prohibida      | Daniel di Salvatori    |                            |
| 1991-1992 | Bellísima               | Abel "Beiby"           |                            |
| 1990-1991 | Inés Duarte, secretaria | Andrés Eloy Martán Jr. |                            |
| 1990      | Carmen Querida          | Marco Polo             |                            |
| 1990      | Adorable Mónica         |                        |                            |
| 1988      | Anabel                  |                        |                            |
| 1987      | Crecer con papá         |                        |                            |

### Películas
- 2012: De repente, la película. Dirección artística.[7][8]
- 1995: Rosa de Francia.[9][10]